# Courrier royal
Courrier royal est un périodique illustré fondé en 1934 dirigé par Henri d'Orléans, comte de Paris. D'abord mensuel, il devient hebdomadaire à partir de septembre 1935, puis redevient mensuel en août 1938 et cesse de paraître en 1940. Son contenu porte principalement sur l’actualité politique, mais on y trouve également des articles portant sur la France plus généralement, notamment sur son histoire. Il conserve une distance critique avec le mouvement royaliste de Charles Maurras et son quotidien L’Action française.

## Historique
Après l'échec du 6 février 1934, l'Action française tente de conserver l'appui du comte de Paris. Le mouvement royaliste organise la croisière du Campana et négocie avec son épouse Isabelle d'Orléans-Bragance pour dissuader le prince de s'émanciper de l'Action française. Durant l'été 1934, le comte de Paris reçoit Charles Maurras, Maurice Pujo et l'amiral Schwerer à Bruxelles. Il leur partage son projet de journal auquel les trois vieux hommes s'opposent.

« Un entretien sans issue s'engagea jusqu'aux petites heures du matin. Alors, conduisant Maurras dans la chambre où il devait passer la nuit, le comte de Paris lui rappela son triomphe sur le duc d'Orléans et Larègle, quelques années auparavant : « Vous étiez jeune alors, c'est moi qui suis jeune aujourd'hui. L'avenir est pour moi ; pensez-y ! ». Maurras dut y songer, car, au matin, on arriva à un compromis. Le Courrier royal serait un journal qui ne casserait pas les vitres, et dont l'Action française assurerait la défense. »

— Eugen Weber
Le premier numéro du Courrier royal paraît le 10 décembre 1934. Trois mois plus tard, le journal comptait quarante mille abonnés dont la majorité étaient membres de la Ligue d'Action française ou déjà lecteurs de L'Action française d'après son directeur de publication Pierre Longone. La plupart des collaborateurs du Courrier royal provenaient de l'Action française.
Le journal traite de politique et accorde une partie aux actualités mondaines, les déplacements des princes et de leurs événements familiaux. La photographie est employée pour ce genre de mise en scène.
Au mois de septembre 1935, le journal devient hebdomadaire avec une maquette moderne et illustrée.
Le Courrier royal évite la violence et la diffamation, l'antisémitisme et les « caricatures au vitriol des autres publications monarchistes ».
Le prince créé son propre réseau de vendeurs (dénommé la Propagande monarchique) après avoir échoué d'en faire un journal populaire diffusé en kiosque pour dépasser le public traditionnel de la droite monarchiste. Il dote ses militants d'un nouvel écusson composé de trois fleurs de lys. De juin 1938 à août 1939, les centres de vente passent de 67 à 127. Lorsque le journal cesse définitivement en 1940, ce sont 126 points de vente dans 61 départements qui ferment. L'ambition du comte de Paris va jusqu'à concurrencer l'Union des corporations françaises de l'Action française en créant son propre groupe corporatiste les « Métiers français ». L'Action française réplique en faisant passer un mot d'ordre : « Annuler l'abonnement au Courrier royal et refuser son aide à la Propagande monarchiste ». Début 1937, les consignes sont tellement efficaces que le Courrier royal perd les deux tiers de ses abonnés et doit réduire le nombre de ses pages et son format.
À partir du 1er mai 1937, la devise du duc de Guise est complétée par une nouvelle citation du comte de Paris : « Je ne conçois la Monarchie qu'avec une base ouvrière et paysanne ». Le prince tenait à s'extraire de « l'esprit de caste des classes moyennes, qui était celui des intellectuels de l'Action française ». Maurras concevait le roi comme un personnage autoritaire similaire à Louis XIV, tandis que le comte de Paris prenait les Capétiens pour exemple :

« Il faut que les travailleurs, comme au temps de Louis XI, désirent à nouveau un justicier auprès duquel ils puissent faire appel de l'arbitraire féodal. »

— Henri d'Orléans
En août 1938, le journal redevient mensuel. Le comte de Paris attribue ce demi-échec « au mauvais vouloir de la rue du Boccador », autrement dit la direction de L'Action française.
En 1939, le journal compte environ trente et un mille abonnés.

## Journalistes deCourrier royal
- Jules Artur
- Jean Arvengas
- René Bailly
- Émile Baumann
- Étienne Boileau
- Abel Bonnard
- Louis Bertrand
- Calocrite
- Marcel Chaminade
- Bernard Champigneulle
- Henriette Charasson
- Pierre Chardon
- Roland Costa de Beauregard
- Quentin Couture
- Yvonne Dartier
- Michel Davet
- François-Régis Depautaine
- Jacques Dormeuil
- Jean Dormeuil
- Lucien Dubech
- Jean-Antoine Ducrot
- Général Duval
- Jean de Fabrègues
- Bernard Fay
- Marcel Fougères
- Pierre Franco
- Roger Frédéric
- Claude-Joseph Gignoux
- Ginette de Gironde
- Jean Héritier
- Henry Hugault
- René Jolivet
- Roger de Lafforest
- André Lavedan
- Pierre Legrand
- Jean Linsac
- Jean Loisy
- Gabriel Marcel
- André Mariaz
- Jean Maubuisson
- Thierry Maulnier
- André Maurois
- Henri Menjaud
- Alphonse Mortier
- Philippe Orcerolles
- Marcel Péguy
- Monique Plessis
- Jacques Ploncard d'Assac
- Robert Poulet
- Christian Puel
- Marguerite Rebatet
- René Richard
- Claude Roy
- André Romieu
- Louis Salleron
- Jacques Saint-Germain
- Gaëtan Sanvoisin
- René Schwob
- René Seguy
- Georges Simenon
- Ralph Soupault
- Jean Tenneul
- Roger Thiblot
- Émile Vaast
- François Vinneuil
- Henri Yvan

## Presse
- Courrier royal dans Retronews, les archives numériques des journaux de la BnF.